# دنیلو سافونوف
دنیلو سافونوف (اوکراینی: Данило Артемович Сафонов؛ زادهٔ ۲۱ ژانویهٔ ۲۰۰۲) بازیکن فوتبال اهل اوکراین است.